# Mossgiel
Mossgiel ist der Name für eine Farm in der Gemeinde Mauchline, East Ayrshire in Schottland, bekannt geworden als zeitweiliger Wohnort von Robert Burns (1759–1796), schottischer Schriftsteller und Poet, und als Geburtsort von Thomas Burns (1796–1871), Pfarrer, Kolonialist, Mitbegründer von Dunedin in Neuseeland und Gründer der First Church of Otago.

## Geografie
Die Mossgiel-Farm liegt in der weiten Ebene von Ayrshire, am nordwestlichen Ortsausgang von Mauchline direkt an der Fernverkehrsstraße A76.

## Geschichte
Der Name Mossgiel wurde laut Kirk erstmals 1527 erwähnt, allerdings mit „Mossgaviel“ in einer etwas anderen Schreibweise. Watson hingegen versuchte von der Schreibweise „Mosgavill“ aus dem Jahre 1588 aus, die Bedeutung (gepachtetes flaches Land) abzuleiten.
1784 jedenfalls versuchten sich die Brüder Robert und Gilbert Burns, nach dem Tode ihres Vaters, mit Farmwirtschaft eine Existenzgrundlage zu schaffen. Sie pachteten die Mossgiel-Farm mit 118 Acres Land für 90 £ pro Jahr. 1786, nur zwei Jahre später, gab Robert das harte Landleben auf und übertrug seinen Anteile an seinen Bruder Gilbert. Gilbert Burns führte die Mossgiel-Farm weiter und heiratete 1791 Jean Breckenridge, mit der er zahlreiche Kinder hatte. Der drittgeborene Sohn war dann Thomas Burns, der 1796 zur Welt kam. Zwei Jahre später, 1798 gab auch Gilbert Burns die Farm auf.

## Die Farm als Namensgeber
Mit der Kolonisierung anderer Länder wurden auch immer Namen und Bezeichnungen mitgenommen und in die „neue Welt“ gesetzt. So auch geschehen mit dem Namen Mossgiel, der von Thomas Burns in Erinnerung an seinen Geburtsort als Mosgiel für einen Ort in Otago in Neuseeland, zehn Kilometer von Dunedin entfernt, verwendet wurde. Oder in New South Wales in Australien, wo Mossgiel für einen Ort, für ein County und für eine Pflanze, der Mossgiel Daisy (Brachyscome papillosa) Namensgeber wurde.

## Heute
Mossgiel ist auch heute nichts weiter als eine Farm und wäre, wenn nicht Robert Burns dort gewohnt hätte und sein Neffe Thomas Burns dort geboren worden wär, der Welt nicht bekannt geworden. Unweit der Farm am Ortsausgang von Mauchline befindet sich heute das National Burns Monument, ein turmartiges Gebäude, welches Robert Burns zu Ehren gebaut und eingerichtet wurde und im Ort selbst lädt das Burns House Museum zur Geschichtsstunde ein.